# مهدی عاشوری (کاراته)
مهدی عاشوری گرمجانی معروف به مهدی عاشوری (زاده ۱۲ مرداد ۱۳۷۷ در چالوس) کاراته کار اهل ایران است. وی توانست در بخش کومیته تیمی به همراه تیم ایران در مسابقات آسیایی قزاقستان سال ۱۴۰۰ مدال نقره و در مسابقات آسیایی مالزی سال ۱۴۰۲ مقام اول را کسب کند.

## زندگی‌نامه
وی موفق به کسب عناوین قهرمانی کومیته تیمی آسیا در کشور مالزی و نایب قهرمانی کومیته تیمی آسیا در کشور قزاقستان و عناوین مختلف در لیگ‌های جهانی کاراته وان شده‌است.